# Altair 8800
Altair 8800 是一款于1974年面世的微型電腦。MITS公司基於Intel 8080微处理器設計了它。Altair 8800于1975 年 1 月在《大众电子学》杂志的封面上发布，并引起了计算机爱好者的广泛关注。Altair 被广泛认为是点燃微型计算机革命的火花。并且Altair 8000是第一台商业上成功的个人计算机。當時，還在哈佛大學讀書的比爾·蓋茨與夥伴保羅·艾倫一起為Altair 8800電腦設計Altair BASIC编辑器。Altair是第一台商業上獲得成功的個人電腦，而BASIC是一種易用易學的電腦程式設計語言，蓋茨與艾倫所開發的BASIC版本就是後來的Microsoft BASIC，也是MS-DOS作業系統的基礎，而後者又是微軟早期成功的關鍵。Microsoft Basic後來成了Microsoft QuickBASIC，並逐漸演變成為今天依然流行的Visual Basic。

### 软件
在Altair 8800发布后，MITS的创始人罗伯茨收到了Traf-O-Data公司的来信，询问他是否有兴趣购买他们编写的“BASIC语言”。当他们打电话给罗伯茨跟进这封信时，罗伯茨对BASIC表现出了兴趣。盖茨与艾伦开始在PDP-10大型计算机上使用针对 Intel 8080 的自制模拟器开发他们的 BASIC解释器。第一次运行时，它显示“READY”，然后艾伦输入“PRINT 2+2”，它立即打印出正确答案：“4”。此后，艾伦与盖茨的Traf-O-Data公司改名为“Micro-Soft”（微型软件公司）。